# Sein letzter Anzug
Sein letzter Anzug ist ein kurzes deutsches Stummfilmlustspiel aus dem Jahre 1915 von und mit Ernst Lubitsch.

## Handlung
Lubitsch gibt diesmal einen Schneidergehilfen, der seine verblüffende Ähnlichkeit mit einem Kunden dazu ausnutzt, einmal als Kavalier auftreten zu können. Dafür benötigt er den titelgebenden feinen Anzug und zwar denjenigen, den der Kunde, ein geprellter Liebhaber, zum Aufbügeln abgegeben hat. Das slapstickhafte Finale bildet ein großer Wettlauf.

## Produktionsnotizen
Sein letzter Anzug, auch bekannt unter dem falschen Titel Der letzte Anzug, passierte die Filmzensur im November 1915 und wurde noch im selben Monat uraufgeführt. Der Einakter besaß eine Länge von etwa 330 Meter.

## Kritiken
Der Kinematograph befand: „Der … Scherz ‚Sein letzter Anzug‘ mit Lubitsch in der Hauptrolle, ist von derber Komik, der — in der Kürze liegt die Würze — gerade dadurch seine Wirkung übt und selbst den ärgsten Pessimisten zu unbändiger Heiterkeit zwingt“.
Die Wiener Allgemeine Zeitung befand: „Die richtige Kinoposse, die nichts weiter will als amüsieren und diesen Zweck mit aller Gründlichkeit erreicht.“
Für die Grazer Mittags-Zeitung war der Lubitsch-Film kurz „ein köstliches Lustspiel“.